# Dolní Lhota (Zlín)
Dolní Lhota è un comune della Repubblica Ceca facente parte del distretto di Zlín, nella regione di Zlín.